# (71) Ниоба
(71) Нио́ба (лат. Niobe) — астероид главного пояса, который принадлежит к светлому спектральному классу S. Он был открыт 13 августа 1861 года немецким астрономом Робертом Лютером в Дюссельдорфской обсерватории и назван в честь Ниобы, дочери Тантала и Дионы из древнегреческой мифологии.

Орбита астероида Ниоба и его положение в Солнечной системе
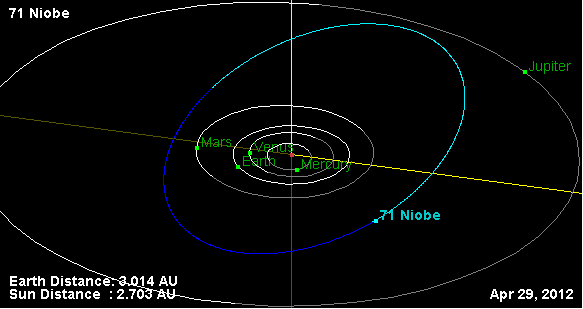
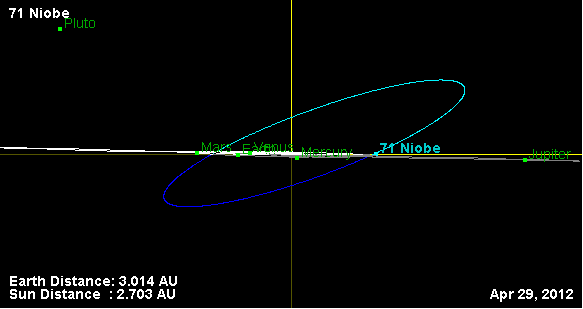

В 2006 году были проведены наблюдения Ниобы с помощью радиотелескопа обсерватории Аресибо в Пуэрто-Рико, в результате которых были получены более точные кривые блеска астероида. По ним уточнены период вращения астероида (35 часов 52 минуты) и максимальный экваториальный диаметр (94 км), что согласуется с предыдущими оценками, полученными на основании инфракрасных наблюдений, и свидетельствует о неправильной, слегка вытянутой форме данного тела. Позднее, по результатам наблюдений 2010 года, период вращения был уточнён до значения 35,864 ± 0,001 часа.
В период с 2004 по 2007 год покрытие звёзд астероидом наблюдалось 6 раз, а оценки размеров астероида по результатам наблюдений этих покрытий колебались от 13 до 72 км.